# Gostanza da Libbiano
Pour plus de détails, voir Fiche technique et Distribution.
Gostanza da Libbiano est un film italien réalisé par Paolo Benvenuti et sorti en 2001.

## Synopsis
En 1594, une jeune femme est accusée de sorcellerie.

## Fiche technique
- Titre : Gostanza da Libbiano
- Réalisation : Paolo Benvenuti
- Scénario : Stefano Bacci, Paolo Benvenuti et Mario Cereghino
- Costumes : 	Marta Scarlatti
- Décors : Paolo Barbi, Paola Peraro et Paolo Fischer
- Photographie : Aldo Di Marcantonio
- Montage : 	Cesar Augusto Meneghetti
- Son : Fabio Melorio
- Montage son : Erasmo Buonaugurio
- Mixage : Gianni D'Amico
- Production : Arsenali Medicei
- Pays de production :  Italie
- Durée : 93 minutes
- Date de sortie : Italie - 23 février 2001[1]

## Distribution
- Lucia Poli
- Valentino Davanzati
- Renzo Cerrato
- Paolo Spaziani
- Lele Biagi
- Nadia Capocchini
- Teresa Soldaini

## Récompense
- Prix spécial du jury du Festival de Locarno 2000[2]